# Anaxagorea prinoides
Anaxagorea prinoides é uma espécie de magnólia. Foi descrito pela primeira vez por Michel Félix Dunal, e recebeu o nome exato por A. Dc. Anaxagorea prinoides pertence ao gênero Anaxagorea, e família Annonaceae. Não há tipos listados como este.